# Årslev Kirke (Faaborg-Midtfyn Kommune)
 For alternative betydninger, se Årslev Kirke. (Se også artikler, som begynder med Årslev Kirke)
Årslev Kirke er en middelalderlig kirke i gotisk stil i landsbyen Årslev ca. 12 km SSØ for Odense (Region Syddanmark).

## Eksterne kilder og henvisninger
- Årslev Kirke hos KortTilKirken.dk
- Hjemmeside: http://aarslev-sdrhojrup-kirker.dk/